# Ron Greenwood
Ronald Greenwood (Worsthorne, 1921. november 11. – Sudbury, 2006. február 8.) angol labdarúgó, edző. 

## Pályafutása

### Klubcsapatban
Pályafutását a Bradford Park Avenue csapatában kezdte 1945-ben. Négy szezon alatt 59 mérkőzésen lépett pályára. 1949-ben a Brentford szerződtette, ahol 142 mérkőzésen és 1 gólt szerzett. Három év után a Chelsea-hez távozott. A londoni csapat színeiben 65 alkalommal szerepelt. Az 1954–55-ös szezon végén angol bajnoki címet szerzett csapatával. 1955-ben a Fulham csapatához távozott. Mindössze egy szezont töltött itt és 1956-ban befejezte játékos pályafutását.

### Edzőként
1961 és 1974 között a West Ham United vezetőedzője volt. 1963-64-es idény végén megnyerték az FA-kupát és a szuperkupát. Egy évvel későbbi edzői pályafutásának legnagyobb sikerét érte el, amikor 1965-ben csapatával elhódította a kupagyőztesek Európa-kupájának serlegét. 
1974 és 1982 között az angol válogatott szövetségi kapitánya volt. Irányításával kijutottak az 1980-as Európa-bajnokságra és az 1982-es világbajnokságra.

## Sikerei, díjai

### Játékosként
Chelsea
- Angol bajnok (1): 1954–55

### Edzőként
West Ham United
- Angol kupa (1): 1963–64
- Angol szuperkupa (1): 1964
- Kupagyőztesek Európa-kupája (1): 1964–65